# Paulette Goddard
Paulette Goddard, nome artístico de Marion Levy, (Nova Iorque, 3 de junho de 1910— Ronco sopra Ascona, Suíça, 23 de abril de 1990) foi uma atriz dos Estados Unidos, famosa por seus filmes para a Paramount Pictures nos anos 40, e pelos seus casamentos com homens notáveis: Charles Chaplin, Burgess Meredith e Erich Maria Remarque.

## Biografia

### Juventude
O seu pai, Joseph Russell Levy, que era judeu, e a sua mãe, Alta Mae Goddard, divorciaram-se quando Paulette ainda era jovem (12 anos), ficando aos cuidados da mãe. O pai praticamente desapareceu de sua vida, ressurgindo posteriormente, no final de 1930, depois de ela se tornar uma estrela. Inicialmente, pareciam ter um bom relacionamento. Assistiram juntos as estreias dos filmes, mas depois ele alegou em mais de um artigo de revista que ela o abandonou quando jovem. Eles nunca se reconciliaram e, após a sua morte, ele lhe deixou apenas um dólar no seu testamento. Ela ficou sempre mais perto da sua mãe e, nos primeiros anos, com a ajuda do seu tio-avô, Charles Goddard.[carece de fontes?].

### Início da carreira
Paulette frequentou a Washington Irving High School, em Manhattan, ao mesmo tempo que Claire Trevor, após o que decidiu se dedicar ao mundo artístico. Charles Goddard a ajudou a encontrar trabalhos como modelo, em especial com o Ziegfeld Follies, como uma das “Ziegfeld Girls” entre 1924 e 1928. Conseguiu participar do grupo de coristas ao alegar ter nascido em 1905, o que lhe conferia 5 anos a mais e a possibilidade de atuar nos palcos da Broadway, aos 15 anos de idade.
Sua estréia nos palcos foi na revista de Ziegfeld “No Foolin”, em 1926, e desempenhou um pequeno papel em “Rio Rita”. No ano seguinte, fez sua estreia no palco atuando em “The Unconquerable Male”. Ela também mudou seu primeiro nome para Paulette, e adotou o nome de solteira de sua mãe (que também era o sobrenome do seu tio favorito Charles) como seu próprio sobrenome.
Paulette casou pela primeira vez aos 16 anos de idade, com o industrial do setor madeireiro Edward James. Em 1929, ainda casada, foi contratada por Hal Roach como extra. Em 1931, depois de se divorciar, foi para Hollywood. Participou do grupo “Goldwyn Girls”, nas comédias musicais de Eddie Cantor, produzidas por Samuel Goldwyn (ex-Samuel Goldfish, da Paramount); “The Kid from Spain” (O garoto da Espanha), “Roman Scandals” (Escândalos Romanos), “Kid Millions” (Cai, Cai, Balão).
Em 1932, Paulette conheceu Charles Chaplin, que a convidou para integrar o elenco de Modern Times (Tempos Modernos) (1936), filme que teve um grande sucesso na época. A sua carreira, contudo, não decolou devido aos comentários sobre seu relacionamento com Chaplin. Casaram-se secretamente nesse mesmo ano, acabando por se separar em 1940.

### Paramount

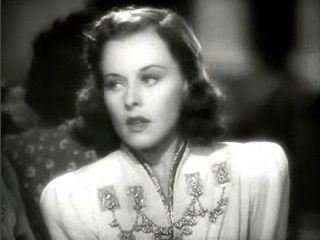
Goddard em Dramatic School (1938)

Ainda antes do lançamento de The Great Dictator (O Grande Ditador), de Chaplin, em 15 de abril de 1940, Paulette trabalhou em “The Young in Heart” (Jovem no Coração) (1938), de David O. Selznick, “Dramatic School” (Escola Dramática) (1938), da Metro Goldwyn Mayer e “The Women” (As Mulheres) (1939). Por causa do papel de "Miriam Aarons" em “The Women”, foi contratada pelos estúdios Paramount Pictures. Ficou na Paramount até 1949, fazendo 21 filmes, e sendo emprestada para outros estúdios em 4 filmes.

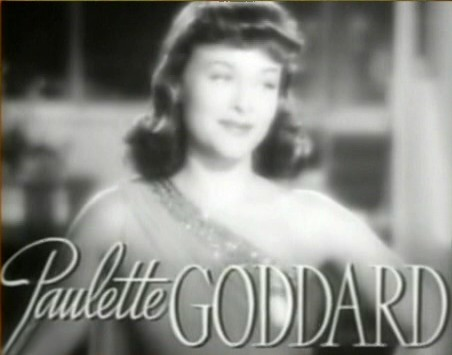
Goddard no trailer de The Women (1939)

Os anos 40, foram o período em que Paulette mais trabalhou. Após The Great Dictator (O Grande Ditador) (1940), participou  no filme de 1942, "Reap the Wild Wind" (Vendaval de Paixões), de Cecil B. DeMille e contracenou com Burgess Meredith em "The Diary of a Chambermaid" (Segredos de Alcova), de 1946, filme de Jean Renoir para o qual foi emprestada pela Paramount.
Foi indicada para o Oscar uma única vez, na categoria de "Melhor Atriz Secundária" por "So Proudly We Hail!" (A Legião Branca), de 1943, e seu filme de maior sucesso foi "Kitty" (1945), onde interpretou o papel título.
No início dos anos 40, era uma das estrelas top contratadas pela Paramount. No final dos anos 40, entrou em declínio, tendo sido dispensada em 1949. Após sair da Paramount fez, entre 1949 e 1954, oito filmes como “free-lance”, entre eles “Anna Lucasta” (1949) e “The Torch” (Do Ódio Nasce o Amor) (1950).
Após atuar em alguns filmes B, abandonou o cinema e foi viver para a Europa, onde casou com o escritor alemão Erich Maria Remarque, no final da década de 1950. Só voltou a filmar em 1972, num filme para televisão "The Snoop Sisters".

### ... E o Vento Levou
Paulette foi uma das muitas atrizes que fez o teste para o papel de "Scarlett O'Hara", protagonista do filme Gone with the Wind, de 1939, papel que acabou ficando para Vivien Leigh. No mesmo ano atuou com Bob Hope em "The Cat and the Canary" (O Gato e o Canário), um filme considerado bom, mas nunca à altura de Gone with the Wind.

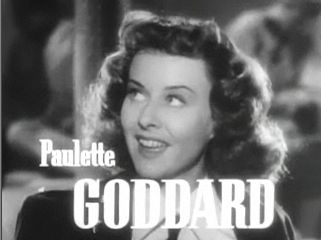
Goddard no trailer de So Proudly We Hail! (1943)

### Lux Radio Theatre
Esteve 6 vezes no Lux Radio Theatre, de Cecil B. DeMille, transmitido pela CBS:
- Front Page Woman, 1939, ao lado de Fred MacMurray
- Hold Back the Dawn, 1941, ao lado de Charles Boyer e Susan Hayward
- Northwest Mounted Police, 1942, ao lado de Gary Cooper e Preston Foster
- Reap the Wild Wind, 1943, ao lado de Ray Milland e John Carradine
- So Proudly We Hail, 1943, ao lado de Claudette Colbert, Veronica Lake, Sonny Tufts e Lee Tremayne
- Standing Room Only, 1944, ao lado de Fred MacMurray

### Teatro
- Winterset
- Caesar and Cleópatra
- The Waltz of the Toreadors
- Laura

## Casamentos

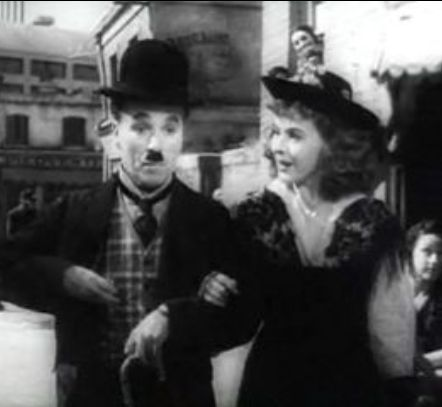
Goddard ao lado do marido Charles Chaplin em The Great Dictator (1940)

Além do casamento com o poeta Edward James, Paulette foi casada ainda com o comediante Charles Chaplin, com o ator Burgess Meredith e com o escritor Erich Maria Remarque.
Paulette conheceu Charles Chaplin em 1932, no iate de Joseph M. Schenck, então presidente da United Artists, e que posteriormente, ao lado de Darryl Zanuck, fundaria a 20th Century Fox. Casaram-se secretamente, numa união com muitas controvérsias, dúvidas e comentários, acabando por se separar em 1940. Havia comentários sobre o fato de seu casamento não ter sido testemunhado por ninguém, e de que nunca foram, realmente, casados, e que apenas moraram juntos, o que para a época era um escândalo. Paulette e Chaplin brigavam muito por ciúmes, e se separaram e voltaram diversas vezes.
Em 1944, Paulette Goddard casou-se com o ator Burgess Meredith, união que durou até 1949, e em 1958, uniu-se com o escritor Erich Maria Remarque, autor de Im Westen nichts Neues, ficando viúva em 1970.

## Anos finais
Após a morte de Remarque, com quem vivia longe do cinema nos arredores de Lugano, ao sul da Suíça, Paulette dedicou-se aos negócios com jóias. Ainda aceitou um papel, a de mãe de Claudia Cardinale em "Gli Indifferenti" (Os Indiferentes), filme italiano. Seu último filme, feito para televisão, foi "Snoop Sisters" (também conhecido como "Female Instinct"), para a Universal, em 1972, dirigido por Leonard B. Stern, ao lado de Helen Hayes, Mildred Natwick, Craig Stevens e Jill Clayburn, fazendo um pequeno papel de uma estrela assassinada.
Goddard foi tratada de câncer de mama, aparentemente com sucesso, embora a cirurgia tenha sido muito invasiva e que o médico tenha tido de retirar várias costelas. Mais tarde, ela se estabeleceu em Ronco, na Suíça, onde morreu após uma doença de curta duração (supostamente) enfisema vários meses antes de seu aniversário de 80 anos. Ela está enterrada no cemitério de Ronco, ao lado de Remarque e sua mãe.

## Filmografia

### Cinema
| Filme                                 | Tradução                 | Data | Elenco                                                                        | Diretor                                 | Produtora                           | Personagem e observações |
| ------------------------------------- | ------------------------ | ---- | ----------------------------------------------------------------------------- | --------------------------------------- | ----------------------------------- | --- |
| Berth Marks                           |                          | 1929 | Stan Laurel Oliver Hardy                                                      | Lewis R. Foster                         | Hal Roach/ MGM                      | Em duas partes. Paulette era extra, passageira do trem.                                                                                    |
| The Locked Door                       | Entre Portas Fechadas    | 1929 | Barbara Stanwyck William Boyd Zasu Pitts Mack Swain                           | George Fitzmaurice                      | Art Cinema/ United Artists          | Não-creditada. |
| Young Ironsides                       |                          | 1931 | Muriel Evans Clarence H. Wilson                                               | James Parrot                            | Hal Roach/ MGM                      | Feito em duas partes. Papel secundário, ela mesma como Miss Hollywood.                                                                     |
| City Streets                          | Ruas da Cidade           | 1931 | Gary Cooper Sylvia Sidney                                                     | Rouben Mamoulian                        | Paramount                           | Não-creditada, era uma das dançarinas. |
| The Girl Habit                        |                          | 1931 |                                                                               | Edward Cline                            | Hal Roach                           | Duas partes. Paulette era a vendedora de lingerie.                                                                                         |
| Ladies of the Big House               |                          | 1931 |                                                                               |                                         |                                     | Não-creditada. Aparece na multidão. |
| The Mouthpiece                        | Pela Mão de sua Dama     | 1932 | Warren William Sidney Fox                                                     | James Flood Elliot Nugent               | Warner Brothers                     | Papel secundário, loura na festa. Não-creditada.                                                                                           |
| Pack up Your Troubles                 | Procura-se um Avô        | 1932 | Stan Laurel Oliver Hardy                                                      | George Marshall Raymond McCarey         | Hal Roach/ MGM                      | Papel secundário, dama de honra, não-creditada. O filme foi relançado pela Art Filmes, nos anos 40, sob o título Acabaram-se as Encrencas. |
| The Kid from Spain                    | O Meu Boi Morreu         | 1932 | Eddie Cantor Robert Young Lida Roberti                                        | Leo McCarey                             | Samuel Goldwyn United Artists       | Não-creditada, fazia parte das “Goldwyn Girls”. Comédia musical.                                                                           |
| Show Business                         |                          | 1932 |                                                                               |                                         |                                     | Não-creditada, loura no trem. |
| Girl Grief                            |                          | 1932 |                                                                               |                                         |                                     | Estudante, não-creditada. |
| Hollywood on Parade No. B-1           |                          | 1933 |                                                                               |                                         |                                     | Ela mesma. |
| The Bowery                            |                          | 1933 |                                                                               |                                         |                                     | Não-creditada. Loura que faz anúncio. |
| Hollywood on Parade No. B-5           |                          | 1933 |                                                                               |                                         |                                     | Ela mesma |
| Roman Scandals                        | Escândalos Romanos       | 1933 | Eddie Cantor Edward Arnold                                                    | Frank Tuttle                            | Samuel Goldwyn United Artists       | Goldwyn Girl, não-creditada. |
| Kid Millions                          | Cai, Cai, Balão          | 1934 | Eddie Cantor Ann Sothern                                                      | Roy Del Ruth                            | Samuel Goldwyn United Artists       | Goldwyn Girl, não-creditada |
| Modern Times                          | Tempos Modernos          | 1936 | Charles Chaplin                                                               | Charles Chaplin                         | Chaplin/ United Artists             | Ellen Peterson, a garota |
| The Bohemian Girl                     | A Princesa Boêmia        | 1936 | Stan Laurel Oliver Hardy                                                      | James Horne Charles Rogers              | Hal Roach/ MGM                      | Não-creditada, cigana. |
| The Young in Heart                    | Jovem no Coração         | 1938 | Janet Gaynor Douglas Fairbanks Jr. Richard Carlson                            | Richard Wallace                         | David O. Selznick/ United Artists   | Leslie Saunders |
| Dramatic School                       | Escola Dramática         | 1938 | Luise Rainer Lana Truner Ann Rutherford Gale Sondergaard                      | Robert Sinclair                         | MGM                                 | Nana |
| The Women                             | As Mulheres              | 1939 | Norma Shearer Joan Crawford Rosalind Russell Joan Fontaine                    | George Cukor                            | MGM                                 | Miriam Aarons |
| The Cat and the Canary                | O Gato e o Canário       | 1939 | Bob Hope                                                                      | Elliott Nugent                          | Paramount                           | Joyce Norman |
| The Ghost Breakers                    | Castelo Sinistro         | 1940 | Bob Hope Paul Lukas Richard Carlson Anthony Quinn                             | George Marshall                         | Paramount                           | Mary Carter |
| The Great Dictator                    | O Grande Ditador         | 1940 | Charles Chaplin Jack Oakie                                                    | Charles Chaplin                         | Chaplin/ United Artists             | Hannah |
| Screen Snapshots: Sports in Hollywood |                          | 1940 |                                                                               |                                         |                                     | Ela mesma. |
| North West Mounted Police             | Legião de Heróis         | 1940 | Gary Cooper Madeleine Carroll Preston Foster Akim Tamiroff Robert Ryan        | Cecil B. DeMille                        | Paramount                           | Louvette Corbeau. O filme teve como títulos alternativos: Northwest Mounted Police/ The Scarlet Riders                                     |
| Second Chorus                         | O Amor de Minha Vida     | 1940 | Fred Astaire Artie Shaw e sua orquestra.                                      | H. C. Porter                            | Paramount                           | Ellen Miller |
| Pot o' Gold                           | Ouro do Céu              | 1941 | James Stewart                                                                 | George Marshall                         | James Roosevelt/ United Artists     | Molly McCorkle. O filme teve como títulos alternativos: The Golden Hour/ Jimmy Steps Out                                                   |
| Hold Back the Dawn                    | A Porta de Ouro          | 1941 | Charles Boyer Olivia de Havilland                                             | Mitchell Leisen                         | Paramount                           | Anita Dixon |
| Nothing But the Truth                 | A Verdade Acima de Tudo  | 1941 | Bob Hope Edward Arnold                                                        | Elliott Nugent                          | Paramount                           | Gwen Saunders |
| The Lady Has Plans                    | Num Corpo de Mulher      | 1942 | Ray Milland                                                                   | Sidney Lanfield                         | Paramount                           | Sidney Royce |
| Reap the Wild Wind                    | Vendaval de Paixões      | 1942 | Ray Milland John Wayne Susan Hayward Robert Preston                           | Cecil B. DeMille                        | Paramount                           | Loxi Claiborne. Título alternativo: Cecil B. DeMille's Reap the Wild Wind                                                                  |
| The Forest Rangers                    | Clarão no Horizonte      | 1942 | Fred MacMurray Susan Hayward Rod Cameron                                      | George Marshall                         | Paramount                           | Celia Huston Stuart |
| Star Spangled Rhythm                  | Coquetel de Estrelas     | 1942 | Eddie Bracken Betty Hutton Alan Ladd Dorothy Lamour Bob Hope                  | George Marshall                         | Paramount                           | Ela mesma. |
| The Crystal Ball                      | A Bola de Cristal        | 1943 | Ray Milland Virgínia Field                                                    | Elliott Nugent                          | Paramount/ United Artists           | Toni Gerard |
| So Proudly We Hail!                   | A Legião Branca          | 1943 | Claudette Colbert Veronica Lake George Reeves Sonny Tufts                     | Mark Sandrich                           | Paramount                           | Lt. Joan O'Doul. Teve uma indicação para o Oscar como atriz (coadjuvante/secundária).                                                      |
| Standing Room Only                    | A Irresistível Impostora | 1944 | Fred MacMurray Edward Arnold                                                  | Sidney Lanfield                         | Paramount                           | Jane Rogers/Suzanne |
| I Love a Soldier                      | Serei Sempre Tua         | 1944 | Sonny Tufts                                                                   | Mark Sandrich                           | Paramount                           | Evelyn Connors |
| Duffy's Tavern                        | Carnaval de Estrelas     | 1945 | Marjorie Reynolds Barry Sullivan Bing Crosby Betty Hutton                     | Hal Walker                              | Paramount                           | Ela mesma. |
| Kitty                                 | A Flor do Lodo           | 1945 | Ray Milland Reginald Owen                                                     | Mitchell Leisen                         | Paramount                           | Kitty |
| The Diary of a Chambermaid            | Segredos de Alcova       | 1946 | Burgess Meredith Judith Anderson Reginald Owen                                | Jean Renoir                             | Bogeaus/ United Artists             | Célestine. Paulette foi também produtora, não=creditada.                                                                                   |
| Suddenly It's Spring                  | Relíquias de Amor        | 1947 | Fred MacMurray MacDonald Carey                                                | Mitchell Leisen                         | Paramount                           | Mary Morely |
| Variety Girl                          | Miragem Dourada          | 1947 | Mary Hatcher Olga San Juan Gary Cooper Burt Lancaster Bob Hope William Holden | George Marshall                         | Paramount                           | Ela mesma. |
| Unconquered                           | Os Inconquistáveis       | 1947 | Gary Cooper Boris Karloff Ward Bond Howard da Silva                           | Cecil B. DeMille                        | Paramount                           | Abigail "Abby" Martha Hale |
| An Ideal Husband                      | O Passado de Meu Marido  | 1947 | Michael Wilding Glynis Johns                                                  | Alexander Korda                         | Korda/ 20th Century Fox             | Mrs. Laura Cheveley. Título alternativo: Oscar Wilde's An Ideal Husband                                                                    |
| On Our Merry Way                      | No Nosso Alegre Caminho  | 1948 | James Stewart Henry Fonda Dorothy Lamour Burgess Meredith Fred MacMurray      | King Vidor Leslie Fenton George Stevens | Bogeaus/ United Artists             | Martha Pease |
| Screen Snapshots: Smiles and Styles   |                          | 1948 |                                                                               |                                         |                                     | Ela mesma. |
| Hazard                                | Escrava do Pano Verde    | 1948 | MacDonald Carey Fred Clark                                                    | George Marshall                         | Paramount                           | Ellen Crane |
| Bride of Vengeance                    | O Veneno dos Bórgias     | 1949 | John Lund MacDonald Carey Raymond Burr                                        | Mitchell Leisen                         | Paramount                           | Lucrécia Bórgia |
| Anna Lucasta                          | Anna Lucasta             | 1949 | Oscar Homolka Broderick Crawford John Ireland                                 | Irving Happer                           | Columbia Pictures                   | Anna Lucasta |
| A Yank Comes Back                     |                          | 1949 |                                                                               |                                         |                                     | Ela mesma, não-creditada. |
| The Torch                             | Do Ódio Nasce o Amor     | 1950 | Pedro Armendariz Gilbert Roland                                               | Emilio Fernandez                        | Eagle-Lion                          | María Dolores Penafiel. Título alternativo: Bandit General                                                                                 |
| Babes in Bagdad                       | Garotas de Bagdá         | 1952 | Sebastian Cabot                                                               | Edgar G. Ulmer                          | Danziger Bros./ United Artists      | Kyra |
| Vice Squad                            | Segredo de Amante        | 1953 | Edward G. Robinson Lee Van Cleef                                              | Arnold Laven                            | Sol Lesser/ Sequoia/ United Artists | Mona Ross. Título alternativo: The Girl in Room 17                                                                                         |
| Sins of Jezebel                       | Os Pecados de Jezebel    | 1953 | George Nader                                                                  | Reginald Le Borg                        | Lippert                             | Jezebel |
| Paris Model                           | Modelos de Paris         | 1953 | Eva Gabor Leif Erickson Marilyn Maxwell                                       | Alfred E. Green                         | Columbia Pictures                   | Betty Barnes. Título alternativo: Nude at Midnight                                                                                         |
| Charge of the Lancers                 | A Carga dos Lanceiros    | 1954 | Jean-Pierre Aumont                                                            | William Castle                          | Columbia Pictures                   | Tanya |
| A Stranger Came Home                  | Os quatro Suspeitos      | 1954 | William Sylvester Patrick Holt                                                | Terence Fisher                          | Lippert                             | Angie. Título alternativo: The Unholy Four. Produção inglesa.                                                                              |
| Gli Indifferent                       | Os Indiferentes          | 1964 | Claudia Cardinale                                                             | Francesco Maselli                       |                                     | Mariagrazia. Títulos alternativos: Les Deux Rivales/ “Time of Indifference”                                                                |

### Televisão
| Filme                   | Tradução | Data      | Elenco         | Diretor | Produtora        | Personagem e observações                                              |
| ----------------------- | -------- | --------- | -------------- | ------- | ---------------- | --------------------------------------------------------------------- |
| Ford Theatre            |          | 1953-1957 |                |         |                  | Nancy Whiting/ Holly March. Em 2 episódios.                           |
| The Ed Sullivan Show    |          | 1952      |                |         |                  | Ela mesma. Dois episódios.                                            |
| Sherlock Holmes         |          | 1954      |                |         |                  | Lady Beryl. Um episódio.                                              |
| Producers' Showcase     |          | 1955      |                |         |                  | Sylvia Fowler, um episódio.                                           |
| The Errol Flynn Theatre |          | 1957      |                |         |                  | Rachel, um episódio.                                                  |
| On Trial                |          | 1957      |                |         |                  | Dolly, um episódio.                                                   |
| Adventures in Paradise  |          | 1959      | Gardner McKay  |         | 20th Century Fox | Mme. Victorine Reynard, um episódio.                                  |
| What's My Line?         |          | 1959      | Arlene Francis |         | Mark Goodson     | Cliente palestrante, um episódio                                      |
| The Phantom             |          | 1961      |                |         |                  | Mrs. Harris. Filme feito para TV.                                     |
| The Snoop Sisters       |          | 1972      | Helen Hayes    |         | Leonard B. Stern | Norma Treet. Filme feito para TV. Título alternativo: Female Instinct |